# Четвърта македонска ударна бригада
Четвърта македонска народоосвободителна бригада е комунистическа партизанска единица във Вардарска Македония, участвала във въоръжената комунистическа съпротива във Вардарска Македония по време на Втората световна война.

## Дейност
Създава се в Лисец в планината Плачковица и действа в периода от 24 юли 1944 до 1945 година. Формира се от Плачковския народоосвободителен партизански отряд, части от втора и трета македонска народоосвободителна ударна бригада и новодошли бойци. Командир на бригадата е Васко Карангелевски.
Бригадата води боеве с българската армия край село Митрашинци на 14 август, планината Плачковица на 16 август, край Берово на 23 август и напада Виница на 30 август. Отделно бригадата освобождава Струмица от германска армия на 9 септември. След това влиза в състава на Петдесета македонска дивизия на НОВЮ (17 септември 1944 до средата на октомври 1944 година). По-късно води боеве с германските сили край Струмица, Нова махала, Амзали и по направлението Струмица-Берово. Заедно с други бойни единици освобождава Берово на 13 октомври, а след това и Валандово, Удово и Дойран на 7 ноември.

## Състав
- Никола Пеев - Груев - командир[4] (от 3 октомври 1944)
- Борис Милевски – командир (24 юли – 3 октомври 1944)
- Васко Карангелевски – заместник-командир (от 24 юли 1944 до 17 септември 1944)
- Димитър Шутаревски – Аргир – заместник-командир (от 17 септември 1944 до 17 октомври 1944)
- Саво Якимов – Петралички – заместник-командир (от 17 октомври 1944)
- Кирил Михайловски – Груица – политически комисар (от 24 юли 1944 до 17 септември 1944)
- Раде Гогов – Църноречки – политически комисар (от 17 септември 1944 до 17 октомври 1944); заместник-политически комисар (24 юли – 17 септември 1944)
- Момчило Митревски – политически комисар (от 17 октомври 1944)
- Драган Зафировски – Лефтер – заместник-политически комисар (от 17 септември 1944)
- Ката Лахтова – политически комисар на батальон
- Ацо Караманов
- Мито Димитриевски – началник-щаб (от 17 октомври 1944)
- Александър Минчев – началник-щаб (от 17 септември 1944 до 17 октомври 1944)